# حسن مير باقري
حسن مير باقري (بالفارسية: حسن ميرباقرى) هو ممثل وكاتب ومخرج إيراني مثل دور إبراهيم بن مالك الأشتر في مسلسل المختار الثقفي.

## أعماله

### ككاتب أو مخرج
- المختار الثقفي (المؤلف).
- البراءة المفقودة (المؤلف).
- يلدا (مخرج).

### كمساعد مخرج
- ساحرة (فيلم إيراني).
- باسنجر راي.
- يوم الواقعة.

### كممثل
- سلمان الفارسي (مسلسل تلفزيوني) (قيد الإنشاء).
- كاندو 2.
- المختار الثقفي - بدور إبراهيم بن مالك الأشتر.
- البراءة المفقودة - بدور زيد.
- الإمام علي - بدور إبراهيم بن مالك الأشتر.
- بي بي يون (مسلسل).
- شيخ مفيد (مسلسل تلفزيوني).